# Azeta mirzah
Azeta mirzah là một loài bướm đêm trong họ Erebidae.